# Asombrosamente
Asombrosamente es un programa de televisión argentino de género Humor y científico.

## Sinopsis
En esta nueva entrega, contará con ocho episodios de treinta minutos.
A través de experiencias entretenidas que tienen lugar en Buenos Aires, Ciudad de México, Bogotá y Houston, combinadas con las últimas investigaciones en neurociencia, Asombrosamente indaga en torno a temas tan diversos como el estrés, la memoria, las emociones, la percepción, las diferencias entre los sexos, la comida, el impacto de las redes sociales y las nuevas tecnologías. Además, el show propone juegos interactivos que invitan al público a participar desde su casa para experimentar cómo se comporta la mente cuando es puesta a prueba.

## Equipo
- Conducción: Aleks Syntek. (2015)
- Conducción: Germán Paoloski. (2017-presente).

- Datos: Q30917829